# Kandarin
Kandarin, även candarin, var det europeiska namnet på en liten vikt och ett räknemynt i Östasien. Det motsvarade 1/100 tael = 1/10 mace = 10 cash. Det kinesiska ordet för kandarin, fēn, används idag för att beteckna en hundradel av en renminbi yuan, men termen kandarin är idag föråldrad och används inte för att översätta fēn.

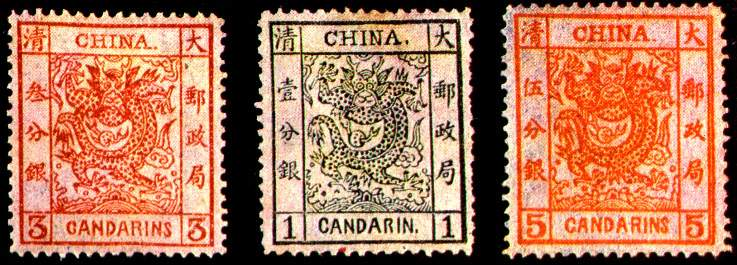
Kinas första frimärken 1878, där frankeringsvärdet räknades i kandarin.

## Källa
Den här artikeln är helt eller delvis baserad på material från Nordisk familjebok, Kandarin, 1904–1926.